# Curtorama rebeli
Curtorama rebeli är en fjärilsart som beskrevs av Köhler 1924. Curtorama rebeli ingår i släktet Curtorama och familjen säckspinnare. Inga underarter finns listade i Catalogue of Life.